# Castellmeià
Castellmeià o simplement Meià és un llogaret, actualment despoblat, pertanyent al municipi de Torrefeta i Florejacs (Segarra). Està situat al migjorn del Llor, per una pista que surt de la carretera entre Tarroja de Segarra i Sant Ramon.
El lloc és presidit pel castell de Castellmeià, construït al segle xiii (Castri de Mediano), però refet en part a la fi del segle xvi. És del tipus de castell-palau, de planta quasi rectangular amb dues torres cilíndriques a les cantonades dels costats menors.
A finals del segle xvii, el castell passà a Francesc de Junyent i de Marimon, al qual li fou concedit al 1716 el marquesat de Castellmeià, únic títol concedit per Felip V a un català després de l'inici de la Guerra de Successió.
A llevant del castell hi ha una petita església romànica de Santa Maria. Té un absis semicircular de factura tardana. Dos arcs formen la seva portalada. D'una sola nau i s'hi venera la imatge de la Mare de Déu de la Llet.
A mitjans del segle xix es va integrar a l'antic municipi de Torrefeta.